# Immanuel Kant
Immanuel Kant (Königsberg, 1724. április 22. – Königsberg, 1804. február 12.) német filozófus, a német idealizmus megteremtője, a königsbergi egyetem professzora. Nevéhez fűződik a kategorikus imperatívusz és a transzcendentális idealizmus megalkotása.

## Élete
Immanuel Kant 1724. április 22-én Königsbergben született, egyike volt azon öt testvérnek, akik a szülők kilenc gyermeke közül életben maradtak. Volt egy nővére, két húga és egy öccse. Szülővárosa nyüzsgő, iparilag és kereskedelmileg fejlett város volt, Kant a következőket mondta Königsbergről: „az emberek és a világ megismerése felé nyitott, amelyben minden tudást megkaphatsz anélkül, hogy utaznod kéne bárhová”, ezért ritkán is hagyta el szülővárosát.
Szegény családi környezetből származott: apja bőrműves volt, anyjától nagyon erős pietista nevelést kapott, azonban nyitott volt a világ dolgai felé.
Olvasni és írni ún. hospitalschuléban (elemi iskola) tanult. Állításával ellentétben ősei nem Skóciából származtak. Dédapja, Richard Kant a baltikumi Prökulsban született, a város a mai Litvániában fekszik. Richard fia mint bőrműves Memelben telepedett le, itt tanította meg a mesterségre fiát, Johann-Georgot, aki Königsbergben telepedett le. Richard Kant két lánya skótokhoz ment feleségül. Immanuel Kant anyja – Anna-Regina, született Reuter – nürnbergi származású volt, apja ugyancsak bőrdíszműves. A család egyik barátjának, Albert Schultznak köszönhetően Kant Frederic (Fridericianum) iskolába került. Kiváló tanulóként végzett, s tökéletes latinnyelv-tudásra tett szert.
Erős vallási nevelést is kapott az iskolában pietista szellemben; nagyon szigorú szabályzat szerint, ahol nem voltak vakációk. A létezés minden momentumát ebben a szellemben adták elő, amit később Kant a A vallás a puszta ész határain belül (1793) művében írt le. Minden tanulónak reggel 6-kor kellett felkelnie, a tanórák 7-kor kezdődtek. Szerdán és szombaton fakultatív órákon vett részt matematikából, franciából és lengyelből. Görögül és héberül kötelező volt tanulnia, ami szükséges volt a teológiai tanulmányok elkezdéséhez. Az iskolában nem tanítottak történelmet és természettudományokat sem. Tanára, Heydenreich a klasszikus latin irodalom felé fordította érdeklődését.

### Fiatalkora
1740 őszén, 16 éves korában felvételt nyert a königsbergi Teológia Egyetemre, itt filozófiát, fizikát, matematikát tanult. Tanára és mentora Martin Knutzen volt, aki bevezette őt Wolff filozófiájába és Newton fizikájába. Kant a klasszikus tantárgyak felé fordult, a latin tanszéken tanult, ahol a fő tantárgyak a latin nyelv (heti 20 óra) és a teológia voltak – megismerkedett Leibniz filozófiájával. Innen eredt Kant szeretete a latin versek és a vallási kultusz iránt.
Az elkövetkező három évben A világépítmény rendszeres alkotmánya művén dolgozott, amit először 1746-ban adtak ki, majd egy átdolgozott változatát 1749-ben.
1747-ben apja halálának hírére elhagyta az egyetemet anélkül, hogy eleget tett volna vizsgakötelezettségeinek. Königsberg környékén élő nemesek gyermekeinek nevelője lett. 1747 és 1750 között Judtschen faluban dolgozott, nagyon közel Gumbinnenhez, ahol Andersch lelkész gyerekeit nevelte. 1750 nyarán a tartomány másik felébe utazott, Osterodéba, ahol Major von Hülsen földesúr három gyermekének nevelője lett. Innen Keyserling báró udvarába került, annak feleségét tanította, aki megrajzolta az első hiteles portrét Kantról.
Visszatérve Königsbergbe megírta a Kozmogónia, vagy esszé az Univerzum keletkezéséről… című művét. 1754-ben keletkezett a Tudhatjuk-e azt, hogy a Föld fizikai szempontból öregszik-e?, és 1755-ben Az ég általános természetrajza és elmélete. A mű anonim szerzővel jelent volna meg, 1755-ben azonban a kiadó csődbe ment, és a megjelenés csúszott.

### Professzori évek

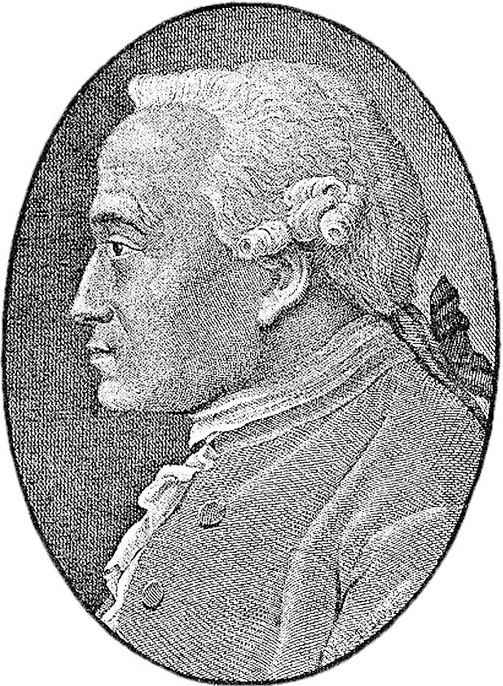
Kant

1755-ben visszatért Königsbergbe, készülődött a magiszteri vizsgára, ami a doktori fokozat ekvivalense; engedélyt kapott, hogy taníthasson az egyetemen mint magándocens. 1755. április 17-én megtartotta magisztrátusi disszertációját Vázlatok a tűz természetéről című írással, a kézirat húsz latin nyelven írt oldalból állt. A magiszteri címet június 12-én kapta meg díszes ceremónia keretében.
A Principiorum primorum cognitionis metaphysicae nova dilucidatio című disszertációja után 1755. szeptember 27-én megkapta a „venia legendi” kitüntetést, így magándocens lett, azaz olyan tanár, akit a diákjai fizetnek, és nem az állam. 1770-ig maradt itt tanárként. 1756 áprilisában azt kérte II. Frigyes Vilmos porosz királytól, hogy véglegesítse tanári állásában, és megírta harmadik disszertációját A fizikai monadológiát, kérését azonban visszautasították, állását pedig meghirdették. 
Kantnak tizennégy évig kellett várnia, míg újra betölthette tanári állását. Az egyetem 1765-ben könyvtárossegédként alkalmazta a Királyi Könyvtárban, ahol nagyon kicsi fizetést kapott, majd 1772-ben felmondott.
1770-ben elnyerte a „professor ordinarius” címet a logika és metafizika tanszéken. Itt megírta az első rá jellemző írását. Az egyetemen filozófiát, logikát, természettudományokat, földrajzot, etikát és fizikát is tanított. Nagy számú diák látogatta az előadásait, ám az elkövetkező tíz évben nem publikált semmit.

### Ideák és előreléptetések
Fiatal korában erősen vonzották a természettudományok és a matematika, disszertációját (1770) például a tér kétféleképp való matematikai irányíthatóságáról írta, reáltudományos eredményei is figyelemre méltóak voltak. Foglalkozott például a tér háromdimenziós voltának bizonyításával (aminek valószínűleg nem kis részben köszönhető későbbi filozófiájának sok alapproblémája és jellegzetessége), nevét a Naprendszer kialakulására vonatkozó elmélete (Kant–Laplace-elmélet) is őrzi. Ezt az 1755-ben megjelent Allgemeine Naturgeschichte und Theorie des Himmels című munkájában fejtette ki, míg Pierre-Simon de Laplace elképzelése 1796-ban jelent meg az Exposition du systéme du monde című munkájában.

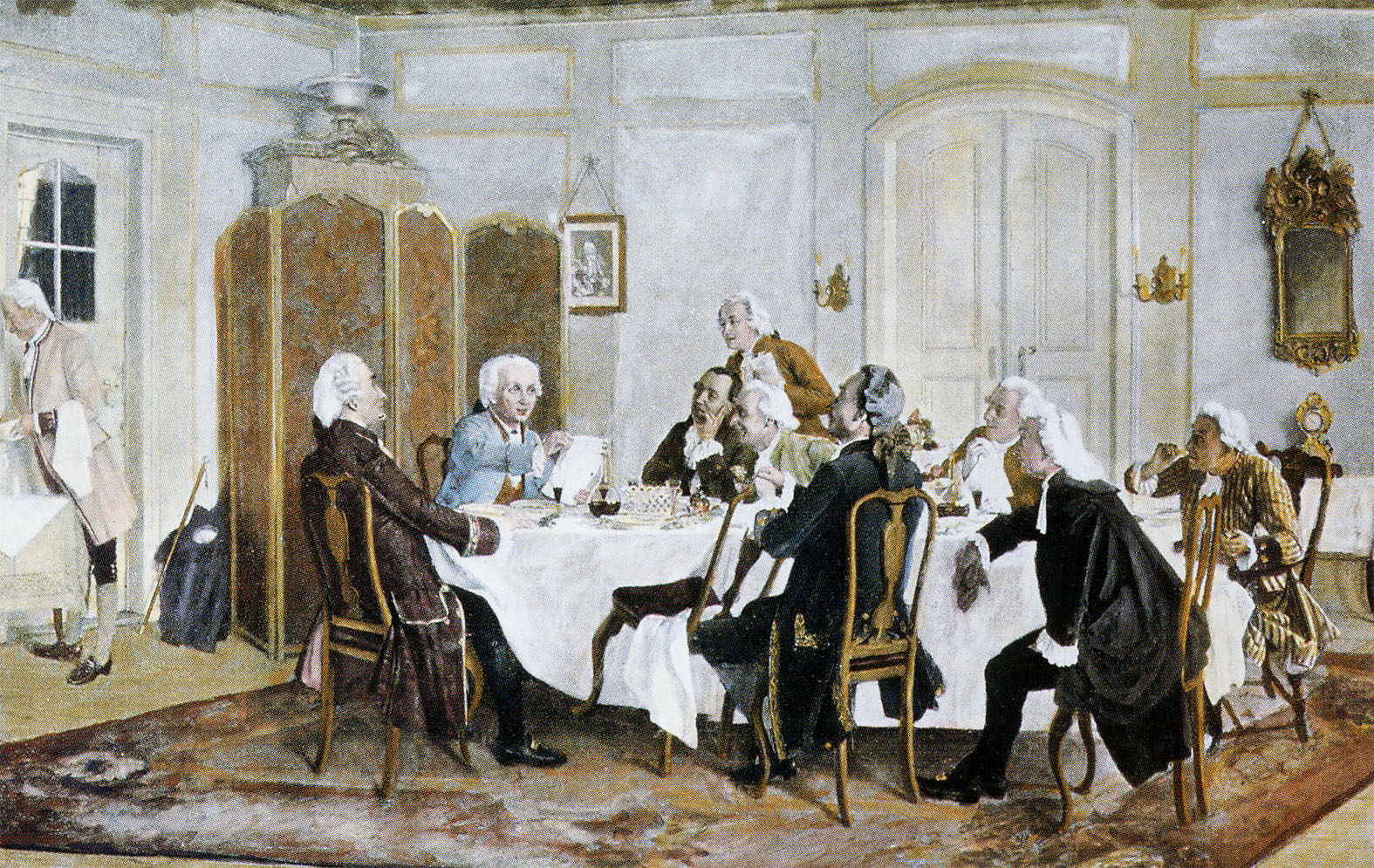
Kant társaságban

Ahogyan a Prolegomene (Bevezetés minden lehető metafizikához) című írásában is mondta: Hume ébresztette fel a „dogmatikus szendergésből”. A következő években Newton műveit tanulmányozta, Hume-ot és főleg Rousseau-t, akik a saját bevallása szerint, a „helyes útra irányítják” és kikényszerítik a „gondolkodás forradalmát”. Kant addig úgy gondolta, hogy a tudás nem a tapasztalatban van, hanem az értelemben, a rációban. Ez az elmélet volt a dogmatizmus szempontja. Ezzel ellentétben Hume azt állította, hogy csak a tapasztalat lehet biztos forrása a megismerésnek. Azonban – mivel a racionalizmus dogmatizmushoz, az empirizmus szkepticizmushoz vezethet – később a következőket mondja erről: az érzéki szemléletek fogalmak nélkül vakok, a fogalmak szemléletek nélkül üresek. Kant azt szeretné megtudni, miképp juthatunk tudományos ismeret birtokába, azaz milyen feltételek biztosítják ezt az ismeretet. E problémát részletesen az 1781-ben megjelent A tiszta ész kritikája című művében fejti ki. Kant ekkor 57 éves volt, és az eddig megjelent műveinek köszönhetően már elismert személyiségnek számított.
Az értelem nem ismerhet meg mindent, tehát az értelem az a dolog, ami a megismerés folyamatát korlátozza. Azonban fontos szerepet tölt be a praktikus élet, a morál területén. Erről a témáról való nézeteit az 1788-ban megjelent A gyakorlati ész kritikája című írásában fejti ki.
1790-ben megjelenik Az ítélőerő kritikája, ami lezárja az egész kritikai vállalkozást.
1780-ban tagja lett az egyetem Szenátusának, majd 1787-ben a berlini Tudományos Akadémiának. Az 1786-os tanév első szemeszterében rektornak nevezték ki.
Kant professzor maradt egészen 1797-ig. Az előadásokon nem jegyzetekből tanított, hanem szabadon beszélt, egy tankönyv szerkezetének felépítését követve. 1794-ben a kormány betiltotta vallással kapcsolatos témájú előadások leadását, amit Kant ellenállás nélkül elfogadott.

### Magánélete

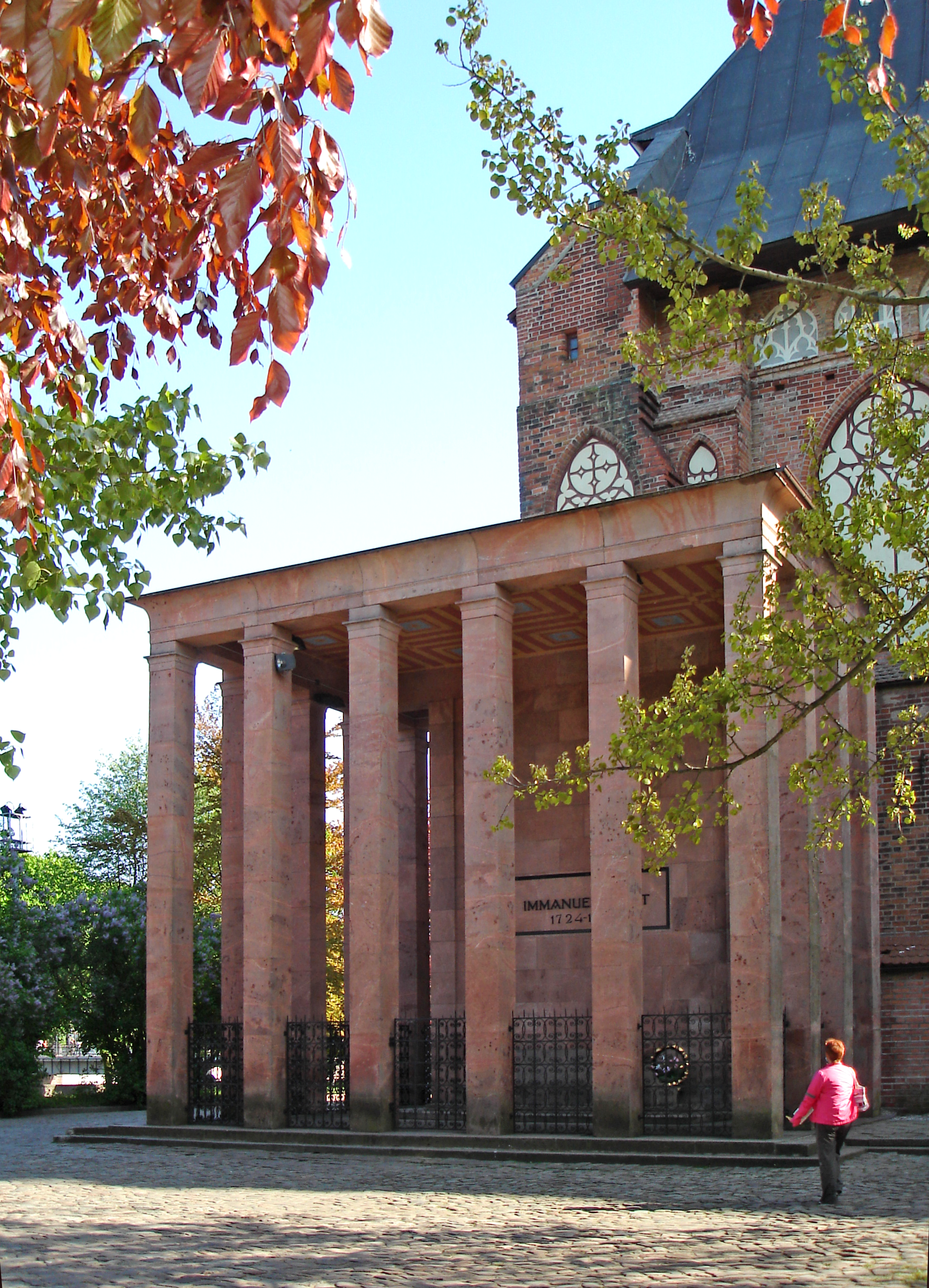
Kalinyingrádi síremléke

Soha sem nősült meg, és soha nem hagyta el országa határait. Egyszerű életet élt: reggel 5-kor kelt, pipázott és teát ivott, egészen 7 óráig dolgozott, majd megtartotta az első előadását, annak végeztével 13 óráig tovább dolgozott. Soha nem ebédelt egyedül. Meghívottainak száma mindig három és kilenc között volt, úgymond ne legyen kevesebb a gráciák számánál, de a múzsák számát se haladja meg.
1797-ben előrehaladott korától legyengülve visszavonult a tanítástól, és elméleti munkájának szentelte életének utolsó éveit. 1804. február 12-én halt meg életének nyolcvanadik esztendejében, hosszú betegség után. Utolsó szavai: „Es ist gut” („[Minden] jól van”).
Temetésén nagyon sok ember vett részt. A Professzorok kriptájába temették, ahonnan 1880. november 21-én földi maradványait újratemették a königsbergi katedrális mellé épített grandiózus kriptába. Sírkövére A gyakorlati ész kritikájából való idézetet vésték: „Két dolog tölti el lelkemet annál újabb és annál növekvőbb tisztelettel és csodálattal, minél többször és tartósabban foglalkozik vele gondolkodásom: a csillagos ég felettem és az erkölcsi törvény bennem.” (GYÉK, A 269).

## Filozófiája
Pietista szellemben való neveltetése és a kor új irányzata, a felvilágosodás határozta meg filozófiáját: a két eszmerendszer közötti kapcsolatot kereste, főleg első műveiben. Főképp ama ideákkal foglalkozott, melyek az újkori természettudományban vitákat szültek. Ilyen volt például a Descartes és Leibniz nézetei közötti ellentét. Az ilyen vitákban Kant az emberi ész két egyenrangú törekvésének harcát látta.
Kant első műveiben, melyeket a 40-es és 50-es évek folyamán írt, a természet áll a kutatás középpontjában, a '70 évektől pedig inkább filozófiai témájú problémák foglalkoztatják. Az erkölcsfilozófia kérdésében Shaftesbury, Hutcheson, Hume gondolkodása befolyásolta. Filozófiáját a kezdeti korszakban Wolff befolyásolta, ő vezette el Leibniz filozófiájához is. Ezt a kezdeti korszakot szokás nevezni prekritikai korszaknak is.
1750-től a leibnizi és wolffi filozófia hatására a metafizika felé fordul. Az emberi lét és az emberi megismerés problémáit elemezve, a racionalisták és az empiristák gondolkodását egyaránt tanulmányozta. Végül Hume ébresztette fel Kantot (ahogyan ő fogalmazott) „dogmatikus szendergéséből”, a hume-i szkepszis hatására látta be, hogy a racionalizmus dogmatizmushoz, az empirizmus pedig szkepticizmushoz vezet. Ezt a kettős veszélyt akarván elkerülni, Kant a szellemi és az érzéki megismerés egységéből indult ki: „az érzéki szemléletek fogalmak nélkül vakok, a fogalmak szemléletek nélkül üresek”.
Kant az érzékiséget és az értelmet próbálta közös nevező alá vonni: az érzéki tapasztalat, amely bővíteni tudná a fogalmat, a racionalizmusban pontatlannak számít. Az empirizmus azonban mindent a tapasztalatból vezet le, az értelem spontán képességeivel nem törődik.

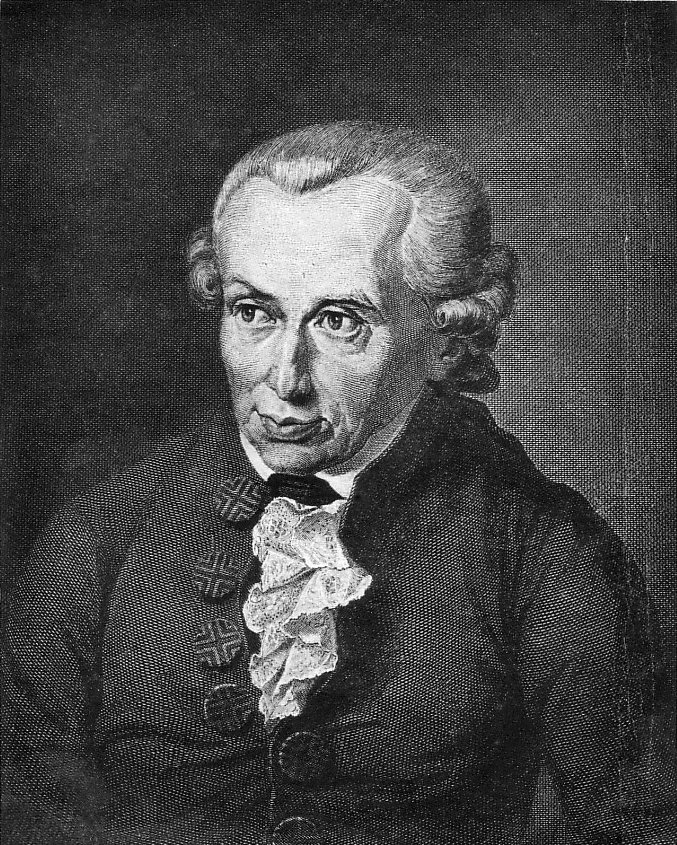
Kant portréja

A filozófia problémáit Kant három kérdésben foglalta össze:
1. Mit lehet tudnom?
2. Mit kell tennem?
3. Mit szabad remélnem?

A fenti három kérdés valójában egy dologra keresi a választ: Mi az ember? A válaszokat keresve Kant kritika alá veti az emberi lélek három nagy képességét: az elméleti megismerőképességet, a gyakorlati megismerőképességet és az ítéleterő képességét. Mindezt három önálló műben fejti ki:
1. A tiszta ész kritikája (TÉK, 1781) az érzékelő tapasztalatot megelőző észt jelenti. A mű az emberi megismerőképesség kritikai vizsgálatát tartalmazza. Fő kérdése: „lehetségesek-e a priori szintetikus ítéletek?”. Kant olyan ítéletekre keres megalapozást, amelyek nem a tapasztalatból származnak. Ezeknek az ítéleteknek sajátosságuk, hogy szintetikusak, azaz nem lehetnek analitikusak. Az analitikus ítélet sajátossága az, hogy nem tesz hozzá semmilyen új információt az állításhoz, hanem magyarázza azt. Ilyen ítélet például „minden agglegény nőtlen”. A priori, azaz eleve szintetikus ítélet például „2 + 3 = 5”, mert sem a 2-ben, sem a 3-ban nincs benne az 5.
A TÉK tartalmazza a metafizika kopernikuszi fordulatát: nem a megismerés igazodik a tárgyakhoz (ahogyan addig feltételezték), hanem a tárgyak a megismeréshez. Ebben a transzcendentális idealizmusban haladja meg a racionalizmust és az empirizmust. A megismerés állomásai a következők lesznek: minden emberi megismerés a szemlélettel kezdődik, onnan a fogalmakhoz halad, és az eszmékkel fejeződik be. Ez határozza meg a Kritika felépítését is.
A tiszta ész kritikájában lehetségesnek tartja az eleve szintetikus ítéleteket, melyek a platóni anamnézis, illetve a descartes-i velünk született eszmék révén az alanyra vonatkozóan állításunkban újabb ismeretekkel gyarapítják tudásunkat, és mint eszmék összeegyeztethetővé teszik az érzékelés receptivitását (befogadó jellegét) és az értelem spontaneitását (alkotóerejét). Ez a szubjektív idealista alapállás, ahol a szubjektum – mint az igazság kulcsa – alakítja magához a dolgokat. Ehhez viszont a megismerés lehetőségi feltételeit boncolgatja, és úgy gondolja, hogy figyelembe kell venni a transzcendentálékat, a lélek a priori adottságait. Ezért alkalmazza a transzcendentális esztétikát, az analitikát (alapelvekét és fogalmakét), a fogalmak sematizmusát és végül a dialektikát, amely a szintetikus apriori ítéleteket mellőző metafizika helyébe a tiszta észt állítja. Az így létrejött transzcendentális idealizmus az esztétikánál az érzékelés a priori adottságaira épít (tér és idő), az analitikánál az érzéki megismeréssel külön választott phaenomenont és a magáért való noumenont elemzi. A phaenomenon értelmi megismerése, azaz a szemlélet, észlelési inger, tapasztalati összefüggések analitikája elvezet a transzcendentális- és logikai dedukcióhoz amely az arisztotelészi ítéleteken kívül tartalmazza a koherens és szétválasztó ítéleteket és a lehetségesség, véletlen, szükségszerű és létező modalitású ítéleteket, majd a fogalmak sematizmusához, tehát a mennyiség, minőség, viszonyítás, modalitás feltárásához. Az ezután következő transzcendentális dialektikánál az ész/eszmélkedés vizsgálatához jut el a metafizika ellentmondásai, (az antinomiák, paralogizmusok, és az istenérvek) kiküszöbölése révén. Az ezektől megtisztított észt Kant a transzcendentális módszertannal kívánja bemutatni: a filozófia architektonikájával, diszciplínájával (negatív tan, mely óv a dogmatizmustól, polémiától, kételytől, álbizonyításoktól, álhipotézisektől) és végül kánonjával, mely spekulatív szempontok alapján bizonytalan eszmék, de ugyanakkor regulatív szerepük miatt nélkülözhetetlen posztulátumok elfogadását jelenti. Ezek az akarati szabadság, a halhatatlan lélek és Isten léte.
2. A gyakorlati ész kritikája (1788) című etikai művében Kant kifejti: a »jó« nem előre meghatározott törvény vagy eszme, hanem a szabadon választott egyéni cselekvés szabályának a kategorikus imperatívusz eljárásával vizsgálható észszerűsége: »Cselekedj úgy, hogy akaratod maximája mindenkor egyszersmind általános törvényadás elveként érvényesülhessen«.
A gyakorlati ész a cselekvő, akaratot irányító és a cselekedetek erkölcsiségét meghatározó ész. A gyakorlati ész nem más, mint a tiszta ész, amennyiben az akarati meghatározás elégséges okát tartalmazza.
Kantnak a gyakorlati ész kritikájánál az akarat az erkölcsi cselekvés alanya és értékmérője, melynek értéke a jóság, és az akarat erkölcsi minőségét nem a cél, hanem az észszerűség határozza meg. A kötelesség ragad ki minket a véletlenek és szükségszerűség rabságából, ami akaratunkat az erkölcsi törvények felé igazítja, mely lehet heteronóm, ha a legalitás az alapja és lehet autonóm, ha a moralitás az alapja. Az erkölcsi kényszer pedig lehet feltételhez kötött hipotetikus imperatívusz és lehet kategorikus imperativus, melynek való engedelmeskedés Kant szerint csak akkor válik erénnyé, ha az akarat maximája, (azaz egyéni indítéka) egy általános törvényhozás alapjául szolgál. Ehhez szükséges feltétel a jóakarat, melyet mivel autonómnak kell tekintenünk mindenkiben, ezért Kant önmagunkat és mások személyét mindenkoron, mint célt és sohasem mint eszközt tekinti. Ha függetleníteni tudjuk magunkat biológiai kötöttségeinktől az erkölcs betartásának céljából, akkor lehetséges a szabadság is.
Kant gyakorlati ész dialektikája a boldogság és erény ok-okozati összekapcsolásával a legfőbb jóhoz jut, aki ugyancsak Isten, és ha értelemmel nem is érünk fel Hozzá, a gyakorlatban a lelkünkbe plántált törvényeit követnünk kell, ha tökéletesen boldogok akarunk lenni.
3. Az ítélőerő kritikája (1790) a szabadság és a természeti szükségszerűség összehangolására tett kísérlet. Az ítéleterő a tetszés és a nemtetszés kinyilvánításának a képessége, és az érzéssel van kapcsolatban. Kétféle ítéleterő van: az esztétikai és a teleológiai ítélőerő. Az előbbi a szépséggel áll vonatkozásban, az utóbbi pedig a természeti célirányossággal.
Kant ítélőerő kritikájában az ítélőerő egy olyan lelki képesség mely az értelem és az ész között munkálkodik és értelmi mozzanata a reflexió, melyet a reflektáló ítélőerő (ami a különöset alárendeli logikai úton az általánosnak) esztétikai ítélőerőként jeleníthet meg az észszerű mozzanatban, ami nem más, mint egy szubjektív megnyilvánulás. Esztétikai ítélőerejének analitikájának a középpontjában a szép és fenséges áll és dialektikájában kitűnik szubjektív de mégis egyetemes mivolta. A szép számára a jó szimbóluma. A reflektáló ítélőerő objektív megnyilvánulása az észszerű mozzanatban a teleológiai ítélőerő, mely a világ kettős célszerűségére mutat rá.
4. Az örök béke (1795) című, jogi szerződés formájában írt filozófiai tervezetében kifejti, hogy a tartós béke megvalósítható, ha bizonyos feltételek teljesülnek.
Kant az utóbbi kétszáz év valamennyi filozófiai irányzatára hatott, s ugyanígy az egész huszadik századi tudományra is.

## Kant morálfilozófiája
Kant morálfilozófiája A gyakorlati ész kritikája című műben olvasható. Morálfilozófiájának központi problémája az emberi cselekedetek helyes, illetve helytelen mivoltának meghatározása. Javaslata erre a cselekvés formai vizsgálata és ítélete volt.

### A kötelesség
Az erkölcsös ember sohasem a hajlamai, hanem a kötelességtudat alapján cselekszik. A hajlamok és a kötelesség együttese adja az ember érzületét. A cselekvés erkölcsössége minden érzelmi megnyilvánulástól mentes kell, hogy legyen, egy cselekedet akkor mondható erkölcsösnek, ha az ész parancsából fakad. Például, ha egy ember segít a szegényeken, mert anyagi háttere ezt megengedi neki, ezt mindig kötelességtudatból kell tennie. Ez az ember akkor is segíteni fog, ha anyagi helyzete közben megváltozott, és nem a részvét, hanem a kötelességtudat lesz a hajtóerő.
Kant szerint a világon egyetlen jó dolog van, ami feltételek és megszorítások nélkül jó, és ez a valami a jóakarat. Az erkölcsiség az emberben nem más, mint a kötelességet átérző érzület. Az erkölcs feltétele a szabadság, vagyis az erkölcsi törvény megköveteli a szabad akarati aktust.

### A nevelés
Az emberben a moralitás tudatát a nevelés folyamán lehet kialakítani. Ez három szinten való áthaladás után érhető el: az első szint az ösztöni "empirikus én", ahol az egyéni érdek minden cselekvés előfeltétele. A második szint a "szociális én" szintje, itt már a társas együttlét határozza meg a cselekvéseket. És végül az "autonóm, morális én" szintje következik, ahol az egyén a kategorikus imperatívusz alapján cselekszik.
Kant kétféle nevelést különböztet meg: a fizikai és a praktikus nevelést.
1. A fizikai nevelés: a természeti embert alakítja, fejleszti és egyaránt magába foglalja a fizikai nevelést és a szellemit is, azaz a test gondozása mellett a lélek gondozásával is foglalkozik. Erős hatást gyakorolt rá Rousseau neveléselmélete.
2. A praktikus nevelés: ami a morális nevelést jelenti. E nevelés révén válhat az ember az érzéki világot meghaladó intelligibilis világ részesévé. Ez a nevelés teszi lehetővé, hogy a cselekedetek erkölcsi megalapozottságból fakadjanak, vagyis a kategorikus imperatívusznak engedelmeskedjenek, amelynek klasszikus formája a következő: "Cselekedj úgy, hogy akaratod maximája, egyúttal mindenkor egyetemes törvényhozás elvéül szolgálhasson"(GYÉK)

## Kant politikafilozófiája
Az embert „társtalan társas” lényként határozza meg, azaz az ember társaságra vágyik, azonban mégis lázadozik ellene. Kant – Jean-Jacques Rousseau-hoz, John Locke-hoz és Thomas Hobbeshoz hasonlóan – feltételez valamilyen eredeti társadalmi szerződést. A létrejött állam a garanciája az egyén szabadságának, fejlődésének és egyenlőségének. A jog kategorikus imperatívusza a következő: „Cselekedj külsőleg úgy, hogy önkényed szabad gyakorlása valamennyi ember szabadságával együtt állhasson fenn, egy általános törvény szerint.”

## Kant esztétikája
Kant az esztétika kritikai megközelítésében – amit Az ítéleterő kritikája műben fejtett ki – a szép-et és a fenséges-t vizsgálja. A szép és a fenséges közötti különbség a végességben keresendő: a fenséges határtalan dolgokra is vonatkozhat, a széppel ellentétben.
A szépet úgy határozta meg, mint valamit, ami örömet kelt azáltal, hogy célszerűséget ábrázol: a szépség a tárgy célszerűségének a formája. Így a virágok szabad természeti szépségek, részeik harmóniája által. Másrészről: általában szép az, ami érdek nélkül tetszik A szépség – Kant szerint – nem más, mint a noumenális világ (érzékfeletti világ).

## Kant teológiája

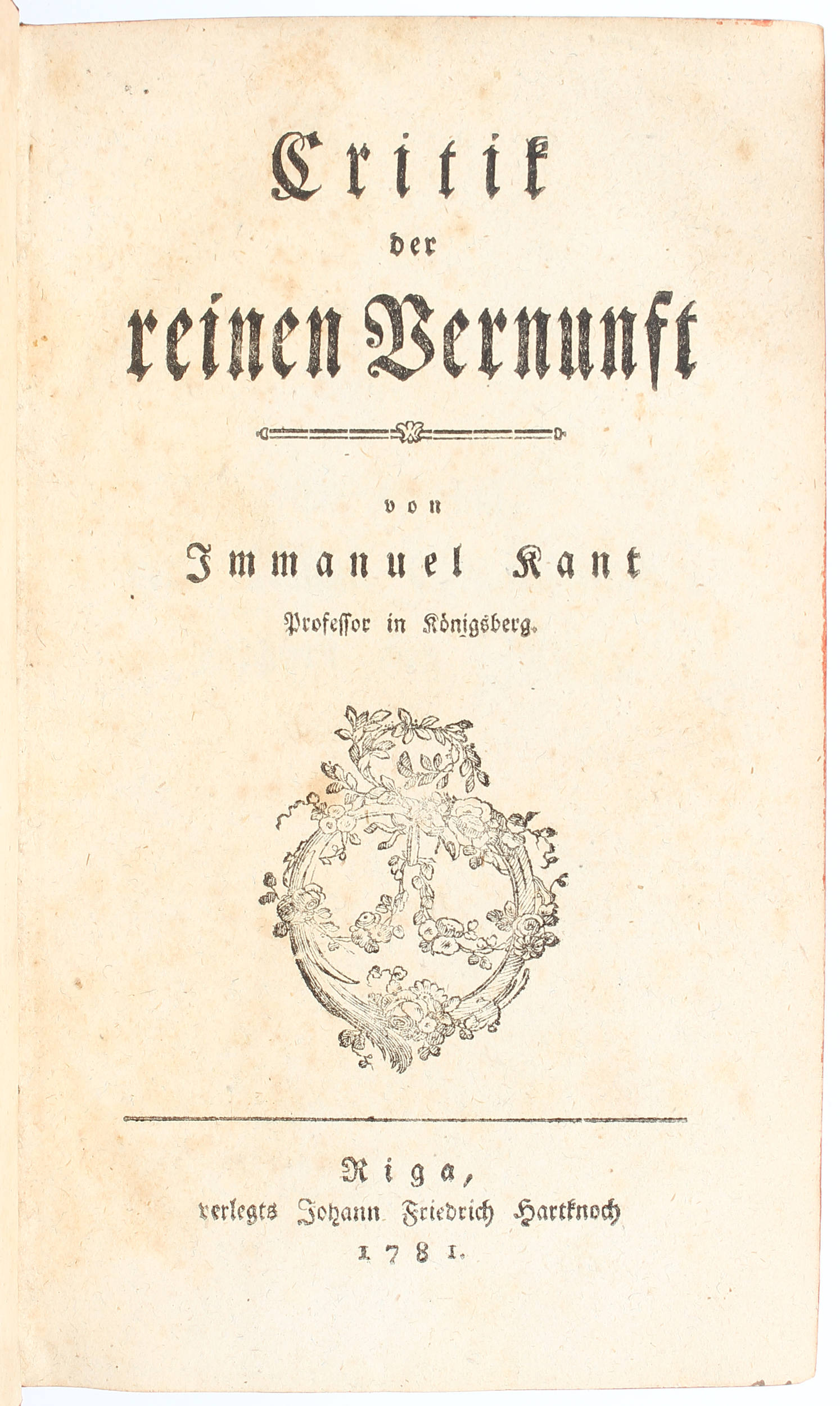
A tiszta ész kritikája könyv 1781-es kiadása részlet)

A vallás nem előfeltétele az erkölcsiségnek, Isten ideája nem szükséges ahhoz, hogy az ember felismerhesse kötelességét. Az erkölcs ismerete és gyakorlása azonban elvezet a valláshoz:

„Az erkölcsi törvény, ily módon a legfőbb jónak, a tiszta gyakorlati ész tárgyának és végcéljának fogalmán keresztül a valláshoz vezet, vagyis ahhoz, hogy minden kötelességet isteni parancsként ismerünk fel, nem mint szankciókat, azaz egy idegen akarat önkényes, magunkban véve véletlenszerű rendelkezéseit, hanem mint minden egyes szabad akarat önállóan hozott lényegi törvényeit, amelyeket azonban a legfőbb lény parancsainak kell tekinteni, mert mi csak egy morálisan tökéletes (szent és jóságos), egyúttal mindenható akarattól remélhetjük a legfőbb jót, amelyet az erkölcsi törvény értelmében kötelességünk törekvésünk tárgyává tenni, tehát elérésében akkor reménykedhetünk, ha összhangban állunk ezzel az akarattal.”

– Kant: A tiszta ész kritikája A 233.

Isten léte a tiszta ész segítségével nem bizonyítható. Azonban a legfőbb jó Isten létének a feltételezése nélkül nem gondolható el. Bár az erkölcsi törvény nem parancsol istenhitet, egy ilyen hitnek mégis az alapját képezi.

## Magyarul megjelent művei

### 1919-ig
- Észre-vételek azon még kéz-írásban lévő 's a' Kánt' ízlése szerént készült munkára nézve, mellynek neve: Erköltsi tudományok' megrostálása. Írattak R. J. a' S. Pataki Könyvnyomtató Hivatal' felvigyázója által; Nádaskay András ny., Sárospatak, 1813
- A kedély hatalmáról, miszerint a puszta feltett szándék által uralkodhatni a kóros érzelmeken. Levél Hufelandhoz; jegyz., bev. Christoph Wilhelm Hufeland, ford. Z. Szabó Antal; Lampel, Pest, 1864
- Kant Immánuel pedagógiája, vagy Nevelésről írott könyve, melyet Rink Fridrik Tódor kiadott; ford., függelék. id. Mándy Péter; Heckenast, Pest, 1868
- A kedély hatalmáról; Kant Von der Macht des Gemüts c. műve után átdolg., életbölcseleti magyarázattal bőv. Kriegler Mór; Ramazetter, Pécs, 1875
- Kant prolegomenái minden leendő metafizikához; ford., bev. Alexander Bernát; Franklin, Bp., 1887 (Filozófiai írók tára)
- A tiszta ész kritikája; ford., jegyz. Alexander Bernát, Bánóczi József; Franklin, Bp., 1891 (Filozófiai írók tára)
- Kant prolegemenái minden leendő metafizikához, mely tudományként fog szerepelhetni; ford., bev. Alexander Bernát; 2. jav., bőv. kiad.; Franklin, Bp., 1909 (Filozófiai írók tára)
- Kant-breviárium. Kant világnézete és életfelfogása; a művelt ember számára Kant irataiból összeáll. Gross Felix, ford. Polgár Gyula; Franklin, Bp., 1912 (Kultúra és tudomány)
- A tiszta ész kritikája; ford., jegyz. Alexander Bernát, Bánóczi József; 2. átdolg. kiad.; Franklin, Bp., 1913 (Filozófiai írók tára)
- Kant filozófiája. Gondolatok Kant műveiből; ford., bev. Polgár Gyula; Lampel, Bp., 1914 (Magyar könyvtár)
- Az örök béke. Filozófiai vázlat; ford. Hildenstab György; Kármán Ny., Losonc, 1915
- Az örök béke; ford., bev., jegyz. Babits Mihály; Új Magyarország, Bp., 1918 (Természet és társadalom)

### 1920–1944
- Egy szellemlátó álmai [Swedenborgról]; ford. K. Fried Jolán; Europa, Wien, 1922 (Európa ismeretterjesztő könyvtár)
- A gyakorlati ész kritikája; ford., jegyz. Molnár Jenő; Franklin, Bp., 1922
- Egy világpolgár gondolatai az emberiség egyetemes történetéről; ford., bev. Sándor Pál; s.n., Bp.–Wien, 1926 (Európa könyvtár)
- Az örök béke; ford., jegyz., bev. Szakács György; Pen Könyvkereskedés, Bp., 1943

### 1945–1989
- Az ítélőerő kritikája; ford., bev. Hermann István; Akadémiai, Bp., 1966 (Filozófiai írók tára)
- Az örök béke; ford., bev., jegyz. Babits Mihály, tan. Mikó Imre; Kriterion, Bukarest, 1971 (Téka)
- A vallás a puszta ész határain belül és más írások; vál., bev. Hermann István, ford., jegyz. Vidrányi Katalin; Gondolat, Bp., 1974 (Gondolkodók)
- A vallás a puszta ész határain belül és más írások; vál., bev. Hermann István, ford., jegyz. Vidrányi Katalin; 2., jav. kiad.; Gondolat, Bp., 1980 (Gondolkodók)
- Az örök béke; ford. Babits Mihály; Európa, Bp., 1985 (Mérleg) ISBN 9630736853

### 1990–
- Az erkölcsök metafizikájának alapvetése; jegyz. összeáll. Láng Rózsa, ford. Berényi Gábor; Gondolat, Bp., 1991 (Gondolkodók)
- Jacques Derrida–Immanuel Kant: Minden dolgok vége; ford. Angyalosi Gergely, Mesterházi Miklós, Nyizsnyánszky Ferenc; Századvég–Gond, Bp., 1993 (Horror metaphysicae)
- A tiszta ész. Immanuel Kant (1724 – 1804) és Georg Wilhelm Friedrich Hegel (1770 – 1831) ifjúkori írásai; ford. Babits Mihály, Révai Gábor; Interpopulart, Szentendre, 1994 (Populart füzetek)
- A gyakorlati ész kritikája; ford. Berényi Gábor; Cserépfalvi, Bp., 1996
- A tiszta ész kritikája; ford. Kis János, görög és latin idézetford. Molnár Anna; Ictus, Szeged, 1996
- Az ítélőerő kritikája; ford., utószó Papp Zoltán; Ictus, Szeged, 1997
- Történetfilozófiai írások; összeáll., utószó, jegyz. Mesterházi Miklós, ford. Mesterházi Miklós, Vidrányi Katalin; Ictus, Szeged, 1997
- A gyakorlati ész kritikája; ford. Papp Zoltán; Ictus, Szeged, 1998
- Az erkölcsök metafizikájának alapvetése; Berényi Gábor fordítását átdolg., jegyz., bev., tan., Tengelyi László; Raabe Klett, Bp., 1998 (Matúra Bölcselet)
- Prolegomena minden leendő metafizikához, amely tudományként léphet majd fel (ford. John Éva, Tengelyi László), Atlantisz Könyvkiadó, Budapest, 1999 (Mesteriskola), ISBN 9639165093
- Az ítélőerő kritikája; ford. Papp Zoltán; 2. jav. kiad.; Osiris–Gond-Cura Alapítvány, Bp., 2003 (Sapientia humana)
- Prekritikai írások, 1754–1781; összeáll., jegyz. Ábrahám Zoltán, ford. Ábrahám Zoltán et al.; Gond-Cura Alapítvány, Bp.–Osiris, 2003 (Sapientia humana)
- A gyakorlati ész kritikája; ford. Papp Zoltán; 2. jav. kiad.; Osiris–Gond-Cura Alapítvány, Bp., 2004 (Sapientia humana)
- A tiszta ész kritikája (ford. Kis János; jav. kiad.), Atlantisz Könyvkiadó, Budapest, 2004 (Mesteriskola), ISBN 9789639165717
- Antropológiai írások; összeáll., ford., jegyz. Mesterházi Miklós; Osiris–Gond-Cura Alapítvány, Bp., 2005 (Sapientia humana)
- Immanuel Kant metafizikai és teológiai előadásai (ford. Mesterházi Miklós), Atlantisz Könyvkiadó, Budapest, 2013 (Mesteriskola), ISBN 9789639777255

## Magyar nyelvű források
- Filozófiatörténeti vázlatok (szerk. Turay Alfréd); Szent István Társult, Budapest
- Tengelyi László: Kant; In. 33 Bölcseleti mű. Móra Könyvkiadó
- Andreas Dorschel: A morál költségei – Kant nyomán számolva, Magyar Filozófiai Szemle 4-5/1991, 678-708
- Boros János: Immanuel Kant, MTA Bölcsészettudományi Kutatóközpont (2018)
- Ernst Cassirer: Kant élete és műve, Osiris–Gond-Cura Alapítvány (2001)

### Kantról az interneten
- Bartók György: Kant
- Bartók György: Kant etikája
- Kant élete és munkássága Archiválva 2006. július 15-i dátummal a Wayback Machine-ben
- Kant pedagógiája
- A tiszta ész kritikája (részlet) Archiválva 2006. december 9-i dátummal a Wayback Machine-ben
- Laczkó Sándor: Kant magyar recepciója (MEK)